# Trehörningen, Norrbotten
Trehörningen är en sjö i Bodens kommun i Norrbotten och ingår i Altersundets huvudavrinningsområde. Sjön har en area på 0,0808 kvadratkilometer och ligger 33 meter över havet.

## Delavrinningsområde
Trehörningen ingår i det delavrinningsområde (732851-178054) som SMHI kallar för Mynnar i Kvarnån. Medelhöjden är 84 meter över havet och ytan är 7,19 kvadratkilometer. Det finns inga avrinningsområden uppströms utan avrinningsområdet är högsta punkten. Vattendraget som avvattnar avrinningsområdet har biflödesordning 3, vilket innebär att vattnet flödar genom totalt 3 vattendrag innan det når havet efter 32 kilometer. Avrinningsområdet består mestadels av skog (93 procent). Avrinningsområdet har 0,08 kvadratkilometer vattenytor vilket ger det en sjöprocent på 1,1 procent.